# Свети Йоан Предтеча (Булачани)
„Свети Йоан Предтеча/Кръстител“ (на македонска литературна норма: „Свети Јован Претеча/Крстител“) е българска възрожденска православна църква в скопското село Булачани, Република Македония. Църквата е под управлението на Скопската епархия на Македонската православна църква – Охридска архиепсикопия.
Църквата е изградена на старо църквено място, на което се събирало местното население за селската църковна слава, посветена на Свети Йоан. Храмът има стар, прекрасно декориран иконостас, както и много стари икони и стенописи от 1861 година. Легендата разказва, че иконостасът е дело на турчин от Яхия паша джамия в Скопие.